# أبو مصعب البرناوي
أبو مصعب حبيب بن محمد بن يوسف البرناوي واسمه الحقيقي حبيب يوسف هو مقاتل إسلامي نيجيري شغل منصب زعيم تنظيم الدولة الإسلامية في العراق والشام في غرب إفريقيا بين أغسطس 2016 ومارس 2019، ومرة أخرى اعتبارًا من مايو 2021. كان المتحدث باسم بوكو حرام قبل تعهده بالولاء لداعش.

## النشأة
هو الابن الأكبر الباقي لمؤسس بوكو حرام محمد يوسف.

## بوكو حرام
في 27 يناير 2015 أصدر مقطع فيديو دعائي كمتحدث باسم بوكو حرام.

## الدولة الإسلامية
في 7 مارس 2015 أصدر أبو بكر شيكاو رسالة صوتية تعهد فيها بالولاء لأبي بكر البغدادي والدولة الإسلامية. أعيد التأكيد على أن أبو بكر شيكاو هو زعيم الفرع في شريط فيديو لداعش صدر في أبريل 2016. وفي 21 يونيو 2016 ذكرت وكالة رويترز أن الفريق البحري توماس والدهاوزر قال «قبل عدة أشهر انفصل حوالي نصف بوكو حرام عن جماعة منفصلة بسبب أنهم لم يكونوا سعداء بكمية المشاركة، إن شئت من بوكو حرام إلى علامة داعش التجارية»، تجاهل شيكاو أوامر داعش بالتوقف عن استخدام الأطفال كمفجرين انتحاريين. وقال «لقد طلب منه داعش التوقف عن فعل ذلك. لكنه لم يفعل ذلك. وهذا أحد أسباب تفكك هذه المجموعة المنشقة»، مضيفًا أن الدولة الإسلامية كانت تحاول «التوفيق بين هاتين المجموعتين». ومع ذلك أدى الانقسام في النهاية إلى ظهور فصيل منفصل، يُطلق عليه عمومًا «بوكو حرام» بقيادة شيكاو، ويعارض تنظيم الدولة الإسلامية في العراق والشام وتنظيم الدولة الإسلامية في غرب إفريقيا.
في 3 أغسطس 2016 أفادت الدولة الإسلامية في العدد 41 من جريدتها النبأ أن أبو مصعب البرناوي قد تم تعيينه قائدًا جديدًا لفرعها في غرب إفريقيا. وردًا على ذلك أعلن شيكاو أنه وأتباعه على حق، وأنهم لن يقبلوا أي مبعوث إلا من نشهد أنه صادق وصادق في سبيل الله وقضيته». ووعد البرناوي في حديث لـ«النبأ» بأنه لن يستهدف المساجد أو الأسواق في شمال نيجيريا. ويرجع الاختلاف في هذه المقاربات إلى اعتبار البرناوي عامة السكان في المنطقة مسلمين بينما اعتبرهم شيكاو غير مؤمنين. في 27 فبراير 2018 تم تعيينه «مطلوبًا مخصصًا» من قبل مكتب الولايات المتحدة لمراقبة الأصول الأجنبية.
في مارس 2019 بدأت الشائعات تنتشر حول استبدال أبو مصعب بأبو عبد الله إدريس بن عمر البرناوي والي تنظيم الدولة الإسلامية في غرب إفريقيا. ولم تعلق القيادة العليا للدولة الإسلامية ولا أعضاء من فرعها في غرب إفريقيا رسميًا على هذه المزاعم، مما أدى إلى تكهنات حول الإقالة المبلغ عنها. جادل البعض بأنه ربما أطيح به كجزء من صراع داخلي على السلطة، بينما زعمت قوة المهام المشتركة متعددة الجنسيات أنه طُرد من قبل القيادة العليا للدولة الإسلامية بسبب عدد من الهزائم لقواته في يد قوة المهام المشتركة.